# Poradnictwo

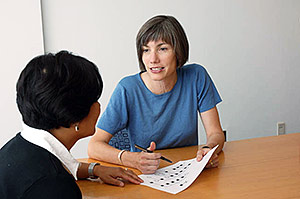
Przykład doradztwa

Poradnictwo – działanie, którego celem jest tworzenie warunków do podjęcia przez klienta samodzielnej próby rozwiązania swojego problemu.
Działalność poradnicza obejmuje udzielanie wskazówek, przedstawianie różnych opcji wyboru i postępowania. Poradnictwo może być realizowane dyrektywnie, przedstawiając klientowi systemu wsparcia konkretne rozwiązania i wytyczne do wykonania. Inny model opiera się na wspieraniu klienta w samodzielnym decydowaniu oraz poszukiwania rozwiązania jego problemu, gdzie osoba udzielająca poradnictwa ogranicza się do wspierania w poszukiwaniu rozwiązania danego problemu.
Jak podkreśla to literatura przedmiotu, profesjonalne poradnictwo winno opierać się na przekonaniu i je promować, że „każdy człowiek może być sprawcą własnej ewolucji i zmian rzeczywistości”.
Można wyróżnić wiele rodzajów poradnictwa, m.in.:
- poradnictwo obywatelskie (społeczne)
- poradnictwo wychowawcze (pedagogiczne)
- poradnictwo rodzinne
- poradnictwo zawodowe
- poradnictwo psychologiczne
- poradnictwo genetyczne
- poradnictwo językowe.